# Гірік
Гірік мак Дунгайл (шотл. гел. Griogair mac Dhunghail), англ. Giric, Ґріоґайр мак Дунгайл — відомий також як Гірік та як Мак Рах — Син Битви, Син Фортуни; 832 — 896, за іншими даними — 889) — король Шотландії, король піктів, король Альби.

## Життєпис
В ірландських літописах нічого не згадується про правління Гіріка на території нинішньої Шотландії, літописи англосаксів теж нічого не повідомляють про цього короля. Інформація про нього в історичних джерелах мізерна і дуже суперечлива. Сучасні історики розходяться в думках щодо того, чи був Гірікєдиним королем чи керував спільно з Еохайдом або був тільки його опікуном, історики про нього пишуть як про короля піктів та їх королівства Альба. Походження Гірікаточно не встановлено. Існує гіпотеза, що він був сином дочки Кеннета I. У деяких джерелах його батьком названий Дунґан, що дало підставу ряду дослідників ототожнити Гіріказ сином короля Дональда I.
Хоча мало що відомо про історичного короля Гіріка, але в часи високого середньовіччя та в часи пізнього середньовіччя він згадувався як важлива фігура в історії Шотландії. Такі шотландські літописці як Іоанн Фордунский, Андрій Вайнтаун, Гектор Бек, Джордж Б'юкенен писали про Гіріка як про «короля Григорія Великого» і розповідали, що він завоював половину Англії та половину Ірландії.
Мізерна кількість джерел по історії його правління пояснюється тим, що той час для Шотландії був піком нашестя вікінгів, королівство Альба було поруйноване. Нащадки короля Кеннета I мак Альпіна (Cináed mac Ailpín) по чоловічій лінії втратили владу між 878 і 889 роками. Є два імені можливих королів тодішньої Шотландії в цей період — Еохайд та Гірік. Постать Гіріка є особливо неясною для істориків, можливо, він був регентом або співправителем, або опікуном, або прийомним батьком Еохайда, можливо, він втратив владу після сонячного затемнення.
Літопис Мелроуз і деякі версії літописів королів Альби стверджують, що Гірік помер у Дундурн (гельск. — Dundurn) у Стратерні.

## Син Фортуни
Збереглося пророцтво Берхана (гельск. — Berchán), що датується ХІ століттям, в якому в віршованій формі згадуються королі Шотландії та Ірландії. У цьому пророцтві королі згадуються з чисельними епітетами, завдяки чому цей документ є цінним історичним джерелом. Але важко прив'язати це пророцтво до інших історичних джерел. У цьому пророцтві Гірік згадується як Мак Рах — «син битви», «син війни», «син Фортуни».
Дійшов до нас і пошкоджений запис з літопису королів Альби, в якому говориться: «І Еохайд мак Рун, король бриттів [Стратклайда], онук Кеннета, його дочки правив протягом одинадцяти років; хоча інші кажуть, що Гірік, син іншого, правив в цей час, тому що він був опікуном і прийомним батьком Еохайда.
А в другій рік правління [Еохайда] Аед мак Ніалл, помер; і його дев'ятий рік, в той самий день [Святого] Кірікуса, було затемнення Сонця. Еохайд з його прийомний батько були вигнаний з царства.»
Аед мак Ніалл це Аед Фіндліат. Він помер 20 листопада 879 року. День святого Кіріуса був 16 червня. Сонячне затемнення в Шотландії було в 885 році.

## Пророцтво Берхана
У пророцтві Берхана говориться наступне: « … Син Фортуни прийде; він буде панувати над Альбою, як один повелитель.
Британці будуть занепадуть у свій час; високо підніметься Альба мелодійними човнами.
Приємне для мого серця, і для мого тіла те, що мій дух говорить мені: Закон Сина Фортуни в своєму краї на сході прожене страждання з Шотландії.
Сімнадцять років (у фортеці) в доблесті буде воля Шотландії.
Він буде підкорить і завоює саксів, іноземців та бриттів.»

## Король Григорій Великий
У ХІІ столітті, про короля Гіріка склали легенду як про визволителя шотландської церкви від гноблення піктів, як і про завойовника Ірландії і більшої частини Англії. Про короля Гіріка говорили як про короля Григорія Великого. Ця історія з'являється в одному з варіантів літопису королів Альба. Тут Гірік або Гріг, називається «МакДугал» — син Дунгала (гельск. — Dúngal). Гірік та Еохайд, виключаються з «Дуан Албанах» (гельск. — Duan Albanach), про них пишуть як про якихось унікальних королів.
Ці повідомлення знайдені в манускрипті «Попплетон» (гельск. — Poppleton), протирічать іншим повідомленням літописів. Відомі різні варіанти шотландських літописів і списки королів Шотландії: «D», «F», «І», «К» і «N». Є різні версії, що розходяться з версією літопису Мелроуз. Варіант «D», що може розглядатися як типовий, містить такі повідомлення про Гіріка: «Гірік мак Дунгал, правив 12 років, він помер у Дундурн, був похований на острові Йона. Він завоював собі всю Ірландію, і майже [всю] Англію; і він був першим, хто дав свободу шотландській церкві, яка перебувала в підневільному стані до того часу, згідно звичаїв піктів.»
В інших версіях Гірік завоював Берніцію, а не Гібернію (Ірландію). Вільям Форбс Скін побачив зв'язок між цими повідомленнями і текстами «Historia de Sancto Cuthberto», де повідомляється, що після смерті короля Нортумбрії Гальфдана (Halfdan), нортумбрійці і жителі півночі об'єдналися під владою короля Гутфріта (Guthfrith), щоб відбити шотландське вторгнення.
Збереглася середньовічна церковна літанія «Ut regem nostrum Girich» — «Наш король Гірік» (лат.) — молитва за народ і короля, де говориться: «Ut regem nostrum Girich cum exercito suo ab omnibus inimicorum insiidis tuearis et defendas, te rogamus audi nos.» — «Наш король Гірік зі своєю армією захистить нас від усіх ворогів, він піклується про нас, просимо тебе, Господи, вислухай нас.»
Історик A. A. M. Дункан стверджує, що асоціація Гірік та Еохайд щодо трону помилкова, що тільки Гірік був королем піктів, як син дочки Кеннет I, і що повідомлення, про те, що він був опікуном Еохайда є помилковою. Насправді йдеться, що він був дядьком Еохайда. Історик А. П. Сміт припустив, що Гірік був племінником короля Кеннета I, сином його брата Дональда МакАльпіна (Дональда I), а ці повідомлення є помилка переписувача. Історик Бенджамін Хадсон припустив, що Гірік не був членом клану Кенале н-Габрайн (гельск. — cenelae nGabráin) з династії Кеннета I і його родичів, а був членом північного клану Кенале Лоайрн (гельск. — cenelae Loairn) і походить з династії Мореї.